# Johannes Janssonius
Pour les articles homonymes, voir Jansson.
Johannes Janssonius, aussi appelé Jan Janszoon ou Jansson, né à Arnhem en 1588 et enterré le 11 juillet 1664 à Amsterdam, est un cartographe néerlandais, en activité à Amsterdam au XVIIe siècle.

## Biographie

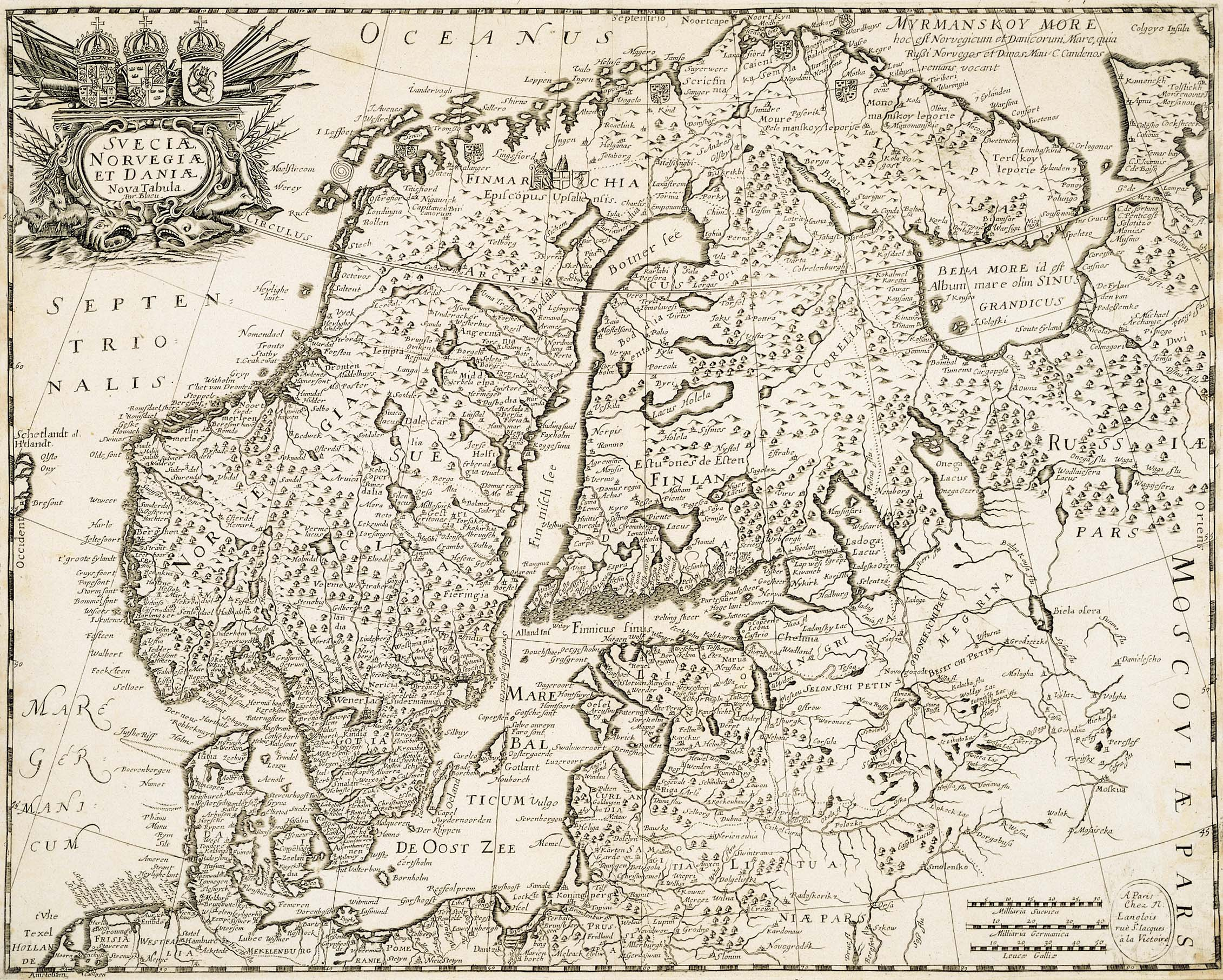
L'Europe du Nord-Est dans un atlas publié par Willem Blaeu. Cette carte a vraisemblablement été réalisée par Johannes Janssonius.

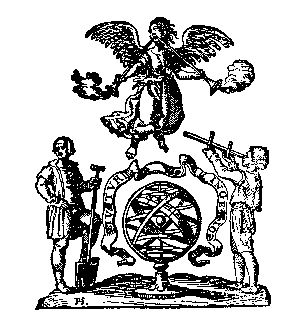
Marque typographique de Janssonius

Fils de l'éditeur et libraire Jan Janszoon l'Ancien, il épouse en 1612 Élisabeth de Hondt (ou Hondius), la fille du graveur et cartographe Jodocus Hondius. Ses premières cartes, qui représentent la France et l'Italie, remontent à 1616. En 1623, il est signalé comme propriétaire d'une librairie à Francfort, et plus tard à Dantzig, Stockholm, Copenhague, Berlin, Königsberg, Genève et Lyon. Élisabeth de Hondt meurt en 1627 ; Janssonius se remarie deux ans plus tard avec Élisabeth Carlier. Au cours des années 1630, il s'associe avec son beau-frère Hendrik Hondius II pour publier des atlas au nom de Mercator, Hondius et Janssonius. 
Sous la direction de Janssonius, l'atlas de Hondius est considérablement développé. Renommé Atlas Novus, il a trois volumes dans son édition de 1638, dont l'un est entièrement consacré à l'Italie. Un quatrième volume de cartes représentant les comtés d'Angleterre paraît en 1646, un an après une publication similaire de Willem Blaeu. Il lui a souvent été reproché d'avoir plagié les cartes de Blaeu, mais s'il s'est sans doute inspiré de certaines d'entre elles, d'autres sont originales et couvrent des régions différentes. En 1660, l'atlas, alors appelé Atlas Major, comprend onze volumes, et fait appel à une centaine d'auteurs et de graveurs. On y trouve un atlas des villes, des mers et des océans (Atlas Maritimus en 33 cartes) et du monde antique (60 cartes). Le onzième volume est un atlas céleste réalisé par Andreas Cellarius. Il en existe des éditions en néerlandais, en latin, en français et d'autres plus rares en allemand.
Johannes Janssonius a été en conflit avec Willem Blaeu pour acquérir les plaques de son beau-frère Jodocus Hondius II, à la mort de ce dernier ; c'est finalement Blaeu qui les a obtenues.
Après la mort de Janssonius, son beau-fils Johannes van Waesbergen poursuit son activité d'éditeur et de libraire. Le libraire londonien Moses Pitt (en) tente de publier l’Atlas Major en anglais, mais se trouve à court de ressources après la parution du quatrième volume, en 1683.

## Œuvres
- (la) Sueciæ, Norvegiæ et Daniæ Nova Tabula, Amsterdam (ca. 1645)
- (la) Tabula exactissima Regnorum Sueciæ et Norvegiæ (1636)[N 1]
- (la) Episcopatum Stavangriensis, Bergensis et Asloiensis (ca. 1636-1642), Amsterdam[N 2]